# Bassa de Formentera
Bassa de Formentera sau Bassa des Ca Marí este o arie protejată (arie specială de conservare — SAC, sit de importanță comunitară — SCI) din Spania întinsă pe o suprafață de 5,69 ha, integral pe uscat.

## Localizare
Centrul sitului Bassa de Formentera este situat la coordonatele 38°41′52″N 1°26′45″E / 38.6978°N 1.4459°E.

## Înființare
Situl Bassa de Formentera a fost declarat sit de importanță comunitară în iulie 2010 pentru a proteja un număr necunoscut de specii din flora spontană și fauna sălbatică aflate în arealul zonei. Situl a fost protejat și ca arie specială de conservare în martie 2015.

## Biodiversitate
Situată în ecoregiunea mediteraneană, aria protejată conține 3 habitate naturale: Matorral arborescenți cu Juniperus spp., Ape puternic oligomezotrofe cu vegetație bentonică cu Chara spp., Iazuri temporare mediteraneene.
La baza desemnării sitului se află un număr nedeclarat de specii protejate.
Pe lângă speciile protejate, pe teritoriul sitului au mai fost identificate 6 specii de plante.